# Larry Kaplan
Larry Kaplan är en amerikansk designer och programmerare av datorspel. Larry Kaplan började sin karriär hos det amerikanska företaget Atari. Han tröttnade på att arbeta för Atari och hoppade av för att i stället vara med och starta det som kom att bli Activision. Larry Kaplan tröttnade snart även på detta och startade Hi-Toro tillsammans med Jay Miner. Larry Kaplan lämnade även Hi-Toro innan någon prototyp hunnit bli färdig.